# Selves pantanoses del Congo occidental
Els boscos del pantà congolesos occidentals són una ecoregió situada entre la República del Congo, la República Democràtica del Congo i la República Centreafricana. Juntament amb l'adjacent selva pantanosa del Congo oriental forma una de les majors àrees de selva pantanosa d'aigua dolça del món. Es tracta d'un bosc inundat d'un alt dosser, amb un sotabosc dens i té un sòl enfangat. No ha estat pertorbat gaire per les influències externes i, per tant, segueix sent en gran part prístina. Hom diu que passar per aquest bosc es "gairebé impossible"
Constitueix, juntament amb les Forests de terres baixes del nord-oest del Congo, la regió denominada Selva humida de l'oest de la conca del Congo, inclosa en la llista Global 200.

## Descripció
És una ecoregió de selva plujosa que ocupa una extensió de 128.600 quilòmetres quadrats que s'estén per la riba occidental del riu Congo al llarg de la part oriental de la República del Congo, l'oest de la República Democràtica del Congo i una petita àrea al sud de la República Centreafricana, entre la confluència del riu Lomami amb el Lualaba (Congo superior) i la del riu Lefini amb el riu Congo.
Limita al nord-oest amb la selva de terres baixes del Congo nord-occidental, al nord-est amb la selva de terres baixes del Congo nord-oriental, al sud-oest amb el mosaic de selva i sabana del Congo occidental i al sud amb la selva pantanosa del Congo oriental.
És una selva inundada amb un elevat dosser, dens sotabosc i sòl fangós; situada en una plana al·luvial a una altitud d'entre 380 i 450 msnm. Les precipitacions anuals mitjanes són de 1800 mm. Les temperatura màxima mitjana oscil·la al voltant de 30 °C, i la mínima entre 21 i 24 °C. La humitat és elevada. Durant l'estació humida, la selva està inundada fins a una profunditat de 0,5 a 1 metre.

## Flora
L'ecoregió conté àrees de bosc pantanós permanentment inundat, bosc pantanós inundat estacionalment i pastures inundades. Els boscos de pantans inundats permanentment són la llar d'un extensa mostra de palmeres del gènere Raphia (ràfies). A les zones que només s'inunden estacionalment abunden els gèneres Garcinia (Clusiaceae) i Manilkara (Sapotaceae).

## Fauna
L'ecorregió és la llar del goril·la de terres baixes (Gorilla gorilla gorilla) i l'elefant de bosc africà (Loxodonta cyclotis) i el ximpanzé (Pan troglodytes).

## Endemismes
La riquesa d'espècies i d'endemismes és baixa. Hi ha dues aus gairebé endèmiques: l'avió de ribera africà (Pseudochelidon eurystomina) i l'avió del Congo (Riparia congica); també són gairebé endèmics la granota del Yambata (Phrynobatrachus giorgii), el camaleó Chamaeleo chapini, la serp cega Rhinotyphlops wittei i el llangardaix Gastropholis tropidopholis. És possible que l'aparent escassetat d'endemismes sigui deguda al fet que la regió ha estat molt poc estudiada.

## Estat de conservació
Relativament estable, intacta. És un ambient molt hostil per a l'ésser humà, i roman en el seu estat primitiu. La població humana és baixa i està limitada als rius principals, on es dedica a la caça i la pesca. Les principals amenaces per l'ecoregió són les concessions fusteres i la subsegüent construcció de carreteres que faciliten l'accés a zones abans inaccessibles, i la caça furtiva.

## Protecció
L'ecoregió conté un lloc Ramsar, la Reserva Comunitària del llac Télé / Likouala-aux-Herbes, que inclou el riu Likouala-aux-herbes, quatre afluents majors (Tanga, Mandoungouma, Bailly i Batanga) i el llac Télé, on habita el mític Mokele mbembe.